# La Laitière (film, 2005)
Pour les articles homonymes, voir La Laitière (homonymie).
Pour plus de détails, voir Fiche technique et Distribution.
La  Laitière (いつか読書する日, Itsuka dokusho suruhi) est un film japonais réalisé par Akira Ogata, sorti en 2005.

## Synopsis
Minako Ōba, la cinquantaine, est célibataire et solitaire, elle mène une vie bien orchestrée, tôt le matin elle livre à pied du lait frais en bouteille dans les pentes escarpées de sa ville natale, la journée elle est caissière dans un supermarché et elle consacre ses soirées à la lecture. Ses seuls proches sont le couple formé par Toshiko Minagawa, une écrivaine qui était amie avec sa mère et son mari Masao, un enseignant retraité atteint de sénilité.
Kaita Takanashi est un homme taciturne, marié et sans enfant. Il s'occupe de sa femme Yoko atteinte d'un cancer en phase terminale qui doit tenir le lit en permanence. Il laisse la main en journée à une infirmière lorsqu'il part travailler pour le service enfance de la ville. Il est particulièrement préoccupé par le cas Yoshie Ogita, une femme qui ne s'occupe pas de ses deux jeunes garçons et dont l'ainé vole de la nourriture dans le supermarché où travaille Minako.
Lorsqu'ils étaient au lycée, Minako et Kaita sortaient ensemble, mais leur relation avait brutalement pris fin à la mort accidentelle de la mère de Minako et du père de Kaita qui entretenaient une relation adultère. Lorsque Yoko comprend que la femme qui leur livre le lait tous les matins est l'ancien amour de son mari, elle lui laisse une note afin de la rencontrer et lui demande de s'occuper de son mari à sa mort.
Bientôt l'état de Yoko devient critique et Kaita doit prendre congé de son travail. Quelque temps après la mort de Yoko, Minako se rend chez Kaita et ils se rendent ensemble à l'endroit où leurs parents ont été tués accidentellement, puis passent la nuit ensemble. Lorsque Kaita se réveille le lendemain matin, Minako est déjà partie travailler, il quitte la maison de Minako à pied sous la pluie quand il voit le fils ainé de Yoshie Ogata en passe d'être emporté par les flots de la rivière qui traverse la ville.
Minako qui a terminé sa livraison de lait aperçoit un attroupement près de la rivière, lorsqu'elle se rend sur place, elle aperçoit les pompiers sortir des eaux le corps inanimé de Kaita. Ce dernier s'est noyé en sauvant l'enfant.

## Fiche technique
- Titre : La  Laitière[1]
- Titre original : いつか読書する日 (Itsuka dokusho suruhi?)
- Titre anglais : The Milkwoman
- Réalisation : Akira Ogata
- Scénario : Kenji Aoki (ja)
- Photographie : Norimichi Kasamatsu (ja)
- Musique : Shin'ichirō Ikebe
- Décors : Hidefumi Hanatani
- Montage : Yōsuke Yafune (ja)
- Éclairages : Kenji Ishida (ja)
- Son : Masatoshi Yokomizo (ja)
- Producteurs : Motohiro Hatanaka et Shirō Oiwake
- Producteur exécutif : Kiyoshi Inoue
- Sociétés de production : Bug Point et Paradise Cafe
- Société de distribution : Slow Learner
- Pays d'origine :  Japon
- Langue originale : japonais
- Format : couleur - 2,35:1 - DTS
- Genre : drame
- Durée : 127 minutes[2]
- Dates de sortie : 
  - Japon : 2 juillet 2005 (sortie en salles)[2]

## Distribution
- Yūko Tanaka : Minako Ōba
- Ittoku Kishibe : Kaita Takanashi
- Akiko Nishina (ja) : Yoko Takanashi, sa femme
- Kōichi Ueda (ja) : Masao Minagawa
- Misako Watanabe : Toshiko Minagawa, sa femme
- Sawa Suzuki (en) : Chiyo Ōba, la mère de Minako
- Tetta Sugimoto (en) : Yoji Takanashi, le père de Kaita
- Teruyuki Kagawa : le gérant du supermaché
- Ippei Sōda (ja) : le patron de l'entreprise de livraison de lait
- Hazuki Kōzu (ja) : l'infirmière de Yoko Takanashi
- Noriko Eguchi : Yoshie Ogita, la mère irresponsable
- Kanako Okuda (ja) : Minako Ōba jeune
- Keiko Tsukada (ja) : l'animatrice radio

## Distinctions
Sauf indication contraire, les informations mentionnées dans cette section peuvent être confirmées par la base de données cinématographiques IMDb,  présente dans la section « Liens externes ».

### Récompenses
- Festival des films du monde de Montréal 2005 : prix du jury[3]
- Hōchi Film Awards 2005 : meilleure actrice pour Yūko Tanaka (conjointement pour Hibi)[4]
- Prix Kinema Junpō 2006 : meilleure actrice pour Yūko Tanaka (conjointement pour Hibi)[5]
- Prix du film Mainichi 2006 : meilleur réalisateur pour Akira Ogata, meilleure actrice pour Yūko Tanaka (conjointement pour Hibi) et meilleur son pour Masatoshi Yokomizo (ja)[6]
- Festival du film de Yokohama 2006 : prix de la meilleure actrice pour Yūko Tanaka, du meilleur acteur dans un second rôle pour Ittoku Kishibe et du meilleur scénario pour Kenji Aoki (ja)[7]
- Japanese Professional Movie Awards 2006 : prix du meilleur film et prix de la meilleure actrice pour Yūko Tanaka[8]
- Dejima Japanese Film Festival 2006 : prix du public

### Sélections
- Festival des films du monde de Montréal 2005 : en compétition pour le Grand prix des Amériques[9]